# The Lost Princess of Oz
The Lost Princess of Oz é o décimo-primeiro livro cuja ação transcorre na Terra de Oz, escrito por L. Frank Baum. Publicado em 5 de junho de 1917, começa com o desaparecimento da Princesa Ozma, governante de Oz, e cobre os esforços de Dorothy e do Mágico de Oz para encontrá-la. A introdução do livro declara que a inspiração para o mesmo veio de uma carta que uma garotinha havia escrito para Baum: "suponho que se Ozma fosse ferida ou se perdesse, todos ficariam muito tristes."
O livro foi dedicado à neta recém-nascida do autor, Ozma Baum, filha de seu filho caçula, Kenneth Gage Baum.